# Zouhair El Moutaraji
Zouhair El Moutaraji, né le 4 janvier 1996 à Deroua, est un footballeur marocain qui évolue au poste d'attaquant au Pharco FC.

## Biographie

### En club
Natif de Deroua, Zouhair El Moutaraji intègre la formation du Wydad Casablanca en 2011. Le 4 janvier 2015, il fait ses débuts professionnels en championnat en entrant en jeu contre l'OC Khouribga (match nul, 0-0). Le 11 avril 2015, il marque son premier but à l'occasion du derby casablancais l'opposant au Raja Casablanca (match nul, 2-2). Le 6 septembre 2015, il marque son premier doublé contre les FAR de Rabat (victoire, 4-2).
Le 24 août 2016, il est prêté pour une saison au Hassania d'Agadir, malgré l'intérêt du FUS de Rabat et son entraîneur Walid Regragui. Le 17 septembre 2016, il dispute son premier match avec les Agadiris face au DH El Jadida (défaite, 3-0).
Le 13 juin 2017, il est prêté pour une saison à l'OC Khouribga. Le 30 septembre 2017, il joue son premier match avec son nouveau club à l'occasion d'un match de championnat contre le HUS d'Agadir (défaite, 3-0). Le 28 octobre 2017, il inscrit son premier but face au CA Khénifra (victoire, 0-1). Le 4 mars 2018, il marque un doublé face au HUS d'Agadir (victoire, 2-1).
Le 11 juin 2018, Zouheir El Moutaraji retourne au Wydad Casablanca. Le 30 mai 2022, il est titularisé contre Al-Ahly SC en finale de la Ligue des champions de la CAF, inscrit un doublé et offre la compétition à son équipe grâce à une victoire de 2-0 au Stade Mohammed-V,,,,. Il est ainsi élu homme du match. Le 10 septembre 2022, il entre en jeu à la 71ème minute en remplaçant Hamid Ahaddad sous son nouvel entraîneur Houcine Ammouta à l'occasion de la finale de la Supercoupe de la CAF face à la RS Berkane. Le match se solde sur une défaite de 0-2 au Complexe sportif Moulay-Abdallah.
En pleine phase de changement d'entraîneur avec la venue de Sven Vandenbroeck, il parvient à se qualifier en finale de la Ligue des champions le 20 mai 2023 après un match nul retour de 2-2 en étant titularisé face au Mamelodi Sundowns FC au Loftus Versfeld Stadium en Afrique du Sud.

### Carrière en sélection
Le 28 août 2014, il est sélectionné par Abdellah El Idrissi pour un stage d'entraînement avec l'équipe du Maroc -20 ans au Centre sportif de Maâmora à Salé, comptant pour les préparations au tournoi international du Qatar, à laquelle il prend part,.

## Style de jeu
Zouhair El Moutaraji est décrit par son ancien coéquipier Jamel Aït Ben Idir comme étant un joueur avec de l’explosivité, une frappe de balle puissante, un excellent sens du but, avec toujours des contrôles vers l’avant et une capacité à tirer dès qu’une ouverture se présente. Ce dernier compare également sa qualité de jeu avec celle d’un Steve Savidan.

## Palmarès
Wydad Casablanca 
- Champion du Maroc (4) :
  - Champion : 2015, 2019, 2021 et 2022
  - Vice-champion : 2016, 2020 et 2023
- Coupe du Maroc :
  - Finaliste : 2021
- Ligue des champions de la CAF (1) :
  - Vainqueur : 2022
  - Finaliste : 2019, 2023
- Supercoupe d'Afrique
  - Finaliste : 2022

 Al-Khaldiya SC 
- Championnat de Bahreïn
  - Champion : 2024

### Distinctions personnelles
- Homme du match de la finale de la Ligue des champions de la CAF 2022[13]
- Meilleur but de la Ligue des champions de la CAF 2022
- Membre d'équipe-type du Championnat du Maroc 2021-2022
- Prix "But de la Saison" pour le meilleur but du Wydad AC: 2021–22

## Sources
- « Wydad Casablanca : Le jour de gloire d'El Moutaraji », BeIn Sports France,‎ 31 mai 2022 (lire en ligne)
- « C1 Afrique : Zouheir El Moutaraji, double buteur en finale (2-0) et héros du Wydad Casablanca », Eurosport,‎ 31 mai 2022 (lire en ligne)